# المتاهة 2 (فلم هندي)
المتاهة 2 (بالإنجليزية: Bhool Bhulaiyaa 2) هو فيلم رعب كوميدي هندي باللغة الهندية صدر عام 2022 من إخراج أنيس بازمي وكتابة أكاش كوشيك وفرهاد سامجي وإنتاج تي سيريز وسيني وان ستوديوز. إنه تكملة مستقلة لفيلم المتاهة (2007) لعام 2007. الفيلم من بطولة تابو وكارتيك أريان وكيارا أدفاني، ويتبع روهان راندهاوا، الذي يتعين عليه التظاهر بأنه وسيط نفسي محتال للتعامل مع عودة مانجوليكا، الروح الشريرة التي عازمة على الانتقام من عائلة ثاكور.
تعتمد حبكة الفيلم بشكل فضفاض على فيلم Geethaanjali لعام 2013، وهو فيلم فرعي من النسخة المالايالامية الأصلية من Bhool Bhulaiyaa. بدأ التصوير الرئيسي في أكتوبر 2019. واجه الإنتاج تأخيرات مطولة بسبب جائحة COVID-19، قبل استئنافه في عام 2021 وانتهاءه في فبراير 2022. تم تصويره في لكناو وجايبور ومومباي ومانالي. تم تأليف موسيقى الفيلم بواسطة سانديب شيرودكار، بينما قام بريتام بتأليف الأغاني بكلمات كتبها أميتاب باتاتشاريا ويويو هوني سينغ وماندي جيل وسافيري فيرما، بينما تم نسب أغنيتين كتبها في الأصل الشاعر الغنائي سمير للنسخة الأصلية لعام 2007 إليه، بما في ذلك ريمكس لأغنية العنوان، التي أعاد إنشائها تانيشك باجشي، الذي يُنسب إليه الفضل كمؤلف مشارك.
تم إصدار Bhool Bhulaiyaa 2 في دور العرض العالمية في 20 مايو 2022 وتلقى مراجعات إيجابية بشكل عام من النقاد، مع إشادة خاصة بأداء تابو وآريان، والفكاهة، والموسيقى التصويرية، والتصوير السينمائي، والإخراج، لكنه تلقى انتقادات للكتابة والتحرير. حقق الفيلم 266.88 كرور روبية (32 مليون دولار أمريكي) في جميع أنحاء العالم وأصبح رابع أعلى فيلم هندي ربحًا وتاسع أعلى فيلم هندي ربحًا لعام 2022. حصل الفيلم على 10 ترشيحات في حفل توزيع جوائز فيلم فير الثامن والستين، بما في ذلك أفضل فيلم وأفضل مخرج (بازمي) وأفضل ممثلة (تابو) وأفضل ممثل (آريان)، وفاز بجائزة أفضل ممثلة (النقاد) (تابو). تم إصدار الجزء الثاني، المتاهة 3، بطولة Aaryan مع Vidya Balan وMadhuri Dixit وTriptii Dimri، في ديوالي 2024. 

## الحبكة
في عام 2004، عبر قصر في بهوانيجاره، راجستان، يقوم السحرة والكهنة الأقوياء بأداء طقوس مقدسة، وتبدأ أشياء خارقة للطبيعة في الحدوث عبر القصر بواسطة روح شريرة تدعى مانجوليكا، التي عازمة على مهاجمة زوجة ابن العائلة، أنجوليكا. يتدخل الساحر ويجبر الروح على الدخول إلى غرفة، ويتم وضع تعويذة قوية وتمائم مقدسة على الباب لإغلاق الروح داخل الغرفة. بعد ذلك، تهجر الأسرة القصر بحثًا عن الأمان.
بعد 18 عامًا، في هيماشال براديش، تلتقي روهان راندهاوا برييت ثاكور، التي كانت في رحلة إلى بهوانيجاره عبر تشانديجاره للزواج من خطيبها ساجار على مضض. يستقلان حافلة إلى تشانديجاره لكنهما قطعا رحلتهما لحضور كرنفال موسيقي ويكتشفان لاحقًا أن الحافلة التي كان من المفترض أن يسافرا بها تعرضت لحادث، مما أسفر عن مقتل كل من كان على متنها. بعد ذلك، افترض آل ثاكور، الذين يمتلكون القصر الذي هجر منذ 18 عامًا، أنها ماتت. تحاول ريت الاتصال بعائلتها، ولكن عبر الهاتف تسمع محادثة بين أختها الصغرى تريشا وساجار، وتدرك أن علاقة غرامية تختمر بينهما. سعياً لكسب هدية الزواج حتى تتمكن من تجنب الوقوع فيها، تلعب ريت مع افتراض عائلتها بشأن وفاتها وتسافر إلى بهوانيجاره مع روهان المتردد.
يقررون الاختباء في القصر المهجور، لكن تشوتي بانديت، وهو قس، يلاحظ أبواب القصر مفتوحة ويبلغ آل ثاكور، الذين يدخلون القصر مع القرويين ويلاحظون روهان، الذي يغطي الموقف بالكذب بأن روح ريت قادته إلى هناك وأمنيتها الأخيرة هي رؤية عائلتها تعيش في القصر المهجور، وهذا أيضًا مع زواج تريشا. تحت تأثير روحان، يقوم الثاكورس بترتيب زفاف تريشا مع ساجار. وبسبب قدرته المفترضة على التواصل مع الأرواح، يصبح روحان مشهورًا باسم روح بابا، ويصبح هو وريت صديقين. عندما يتم إرشاد روحان إلى الغرفة التي حوصرت فيها الروح، تحذره أنجوليكا، أخت زوجة ريت، من البقاء بعيدًا عن الغرفة وتكشف أن الروح هي في الواقع أخت أنجوليكا التوأم، مانجوليكا.
لقد هاجرت الأختان إلى القصر عندما طُلب من والدهما، ديبانشو، إدارة الحسابات لعائلة الثاكورس. أثار عاطفة ديبانشو المتحيزة لمواهب أنجوليكا الغيرة في مانجوليكا، والتي تحولت إلى كراهية. في عام 2004، وقعت الأختان في حب أوداي ثاكور، الأخ الأكبر لريت. ومع ذلك، بادل أوداي مشاعر أنجوليكا، مما ترك مانجوليكا غاضبة ومخدوعة. قررت مانجوليكا، التي سعت إلى العزاء في تعلم السحر الأسود، استخدام السحر كسلاح ضد أنجوليكا. في ليلة زفاف أوداي وأنجوليكا، طعنت مانجوليكا ديبانشو بوحشية لأنه اكتشف الحقيقة وشرعت في قتل أنجوليكا، لكن أنجوليكا أنقذت نفسها وطعنت مانجوليكا دفاعًا عن النفس، مما أدى إلى مقتلها. وعلى الرغم من وفاتها، لم تترك مانجوليكا الأسرة بمفردها، حيث استمرت روحها في إيذائهم وشلت أوداي بدفعه من الشرفة. استولى الكهنة على مانجوليكا وحبسوها في الغرفة في الطابق الثالث.
بعد استرجاع الأحداث، يكشف والد ريت لروحان أن لعنة مانجوليكا قتلت ثمانية أفراد من عائلتهم. في إحدى الليالي، يجد تشوتي بانديت روهان وريت يتجولان في القصر ويكتشف الحقيقة. بمساعدة شقيقه الأكبر بادي بانديت وزوجته (التي تتأثر أعمالها بسبب شعبية روهان)، يقود تشوتي بانديت عملية بحث في القصر. مع العلم أنه لن يدخل أحد غرفة مانجوليكا، يقرر ريت الاختباء هناك، وتثبت كذب اتهامات تشوتي بانديت للعائلة. بعد تحريرها، تهاجم مانجوليكا أنجوليكا، التي تكتشف الحقيقة حول بقاء ريت على قيد الحياة وتتعاون مع روهان وريت لصد الروح. يأخذون المساعدة من نفس الكاهن الذي أسر روح مانجوليكا، لكنه يخبرهم أنه يحتاج إلى ثلاثة أيام. تسيطر روح مانجوليكا على الكاهن وتجعله يقتل تلاميذه قبل أن يقتل نفسه. يلتقي روهان بالروح ويسقط من الشرفة خوفًا.
يعود روهان إلى القصر ويتحدث باللغة البنغالية ويدعي أنه مانجوليكا ويكشف أنه مسكون. يكتشف الثاكورز ريت ويعلمون أنها على قيد الحياة. يهاجم روهان أنجوليكا التي تستخدم ريت كدرع بشري ويهدد بقطع حلقها إذا هاجمها روهان وخاطبه باسم "أنجوليكا" مما يربك الأسرة. يكشف روهان أنه كان يتظاهر بأنه مسكون بالروح وأن المرأة التي ماتت في عام 2004 كانت في الواقع أنجوليكا بينما الشخص الذي يعيش معهم هو مانجوليكا الحقيقية.
في عام 2004، بعد قتل ديبانشو بمساعدة الكاهن الذي تبين أنه شريك مانجوليكا، أثرت مانجوليكا على أنجوليكا باستخدام السحر الأسود وسرقت هويتها. تحت تأثير السحر الأسود، هاجمت أنجوليكا مانجوليكا، التي طعنتها حتى الموت بحجة الدفاع عن النفس. عندما اكتشف أوداي الحقيقة، دفعته مانجوليكا من الشرفة، مما أدى إلى شل حركته وبالتالي منعه من إخبار أي شخص. كما قتلت ثمانية أفراد من العائلة لمعرفة الحقيقة. في الوقت الحاضر، هاجمت روح أنجوليكا مانجوليكا وسجنتها في نفس الغرفة التي حُبست فيها في عام 2004. تقضي روح أنجوليكا لحظة مع عائلتها وتطلب من والد ريت أن يسامحها لأنها كشفت الحقيقة عن أنجوليكا ومانجوليكا. تشكر روحان وتطلب من العائلة المغادرة، حيث لديها عمل غير منتهٍ مع مانجوليكا. تدخل أنجوليكا الغرفة وتعذب مانجوليكا الحقيقية حتى الموت. تغادر عائلة ثاكور، ويصبح القصر مهجورًا مرة أخرى.

## الممثلون
- تابو في دور مزدوج بدور أنجوليكا ومانجوليكا تشاترجي
- كارتيك آريان بدور روهان راندهاوا / روه بابا
- كيارا أدفاني بدور ريت ثاكور
- راجبال ياداف بدور تشوت بانديت[9]
- Amar Upadhyay بدور عدي ثاكور[10]
- سانجاي ميشرا بدور بادي بانديت جاغاناث شاستري
- مهك مانواني بدور تريشا ثاكور
- فيوما ناندي بدور راجيشواري "راججو" ثاكور: ابن عم ريت
- أشويني كالسيكار بدور بانديتاين: زوجة بادي بانديت
- ميليند جوناجي بدور ثاكور فيجيندر سينغ: والد ريت
- كارمفير تشودري بدور موخياجي: زعيم القرية
- راجيش شارما بدور كولوانت ثاكور: عم ريت
- سامارث شوهان في دور بونيت "بوتلو" ثاكور: ابن عم ريت
- جوفيند نامديف بدور تانتريك بابا: صائد الأرواح
- كالي براساد موخيرجي في دور ديبانشو تشاترجي؛ والد أنجوليكا ومانجوليكا

## الموسيقى التصويرية
تم تأليف موسيقى الفيلم بواسطة بريتام، بينما ظهر تانيشك باجشي كضيف شرف، حيث أعاد تأليف الأغنية الرئيسية مع بريتام. تم كتابة كلمات الأغاني بواسطة أميتاب باتاتشاريا وسامير ويويو هوني سينغ وماندي جيل وسافيري فيرما.
تم إعادة إنتاج أغنية "Bhool Bhulaiyaa 2 Title Track" من أغنية عنوان فيلم 2007 Bhool Bhulaiyaa، والتي غناها نيراج شريدهار وكتبها سمير. هذه هي المرة الثانية التي يتم فيها إعادة إنتاج الأغنية بعد فيلم Commando 2 لعام 2017، والذي كان بعنوان "Hare Krishna Hare Ram"، والذي غناه أرمان مالك ورافتار وريتيكا ولحنه جوروف روشين.
كما تم الاحتفاظ بأغنية "Ami Je Tomar/Mere Dholna Sun" من الفيلم التمهيدي في الفيلم. كما أعادت شريا غوشال، التي غنت أغنية "Mere Dholna" في الفيلم التمهيدي لعام 2007، غناءها وظهرت في ثلاث نسخ مختلفة من الأغنية في الفيلم.
وبناءً على طلب المعجبين، تم أيضًا إصدار نسخة من أغنية "Ami Je Tomar" التي تضم غناء أريجيت سينغ وشريا غوشال كثنائي بعنوان "Ami Je Tomar Kartik X Vidya" في 28 يونيو 2022، مأخوذة من كل مقطع فيديو من الأغنية.
| #   | عنوان                                                             | المدة |
| --- | ----------------------------------------------------------------- | ----- |
| 1.  | "Bhool Bhulaiyaa 2 (Title Track)" (co-composed by Tanishk Bagchi) | 3:31  |
| 2.  | "Hum Nashe Mein Toh Nahin"                                        | 3:58  |
| 3.  | "De Taali"                                                        | 3:30  |
| 4.  | "Mere Dholna" (Arijit Version)                                    | 6:04  |
| 5.  | "Ami Je Tomar Tandav"                                             | 2:23  |
| 6.  | "Ami Je Tomar Tandav" (Film Version)                              | 2:24  |
| 7.  | "Ami Je Tomar" (Kiara's Scare)                                    | 1:38  |
| 8.  | "Mere Dholna" (The Sisters)                                       | 2:25  |
| 9.  | "Mere Dholna" (Revisited)                                         | 2:32  |
| 10. | "Ami Je Tomar" (Kartik X Vidya)                                   | 6:12  |

أصدرت تي سيريز أيضًا "Cine Audio" لـ Bhool Bhulaiyaa 2 في 24 يونيو 2022.
| #  | عنوان                               | المدة |
| -- | ----------------------------------- | ----- |
| 1. | "Introduction with Ruhaan and Reet" | 16:39 |
| 2. | "Entering the Bhool Bhulaiyaa"      | 19:20 |
| 3. | "The Horror Begins"                 | 18:18 |
| 4. | "Manjulika's Story"                 | 20:24 |
| 5. | "The Ghost Strikes"                 | 20:25 |
| 6. | "Meeting Monjulika"                 | 16:34 |
| 7. | "The Revenge of the Spirit"         | 28:36 |